# Alfred Monville
Alfred Herman Hubert Monville, né le 23 août 1857 à Namur et décédé le 2 mai 1914 à Bruxelles fut un militaire et homme politique belge.
Il fut docteur en droit (1878); il entra à l'armée comme sous-lieutenant (1879), devint major (1882) et finit lieutenant-colonel (1897).
Il fut élu conseiller provincial (1897-1906). Aux législatives de 1900, il fut élu comme suppléant pour l'arrondissement de Bruxelles et il devint membre effectif le 27 mai 1906, qu'il resta jusqu'à sa mort quand Eugène Hanssens lui succéda. Avocat à la Cour de cassation (Belgique) à partir de juillet 1911, Monville fut délégué de la Province de Brabant à la Commission de surveillance du Conservatoire de Musique de Bruxelles et vice-président du Comité de patronage des habitations ouvrières.
Monville fut décoré de la Médaille commémorative du règne de Léopold II et fut officier de l'Ordre de Léopold.

## Sources
- Notice Académie des Sciences d'Outre-Mer